# セアカヒメミフウズラ
セアカヒメミフウズラ（Turnix castanota）は、ツル目ミフウズラ科ミフウズラ属に分類される鳥類。別名セアカミフウズラ。

## 分布
オーストラリア北部固有種

## 形態
全長15-20cm。上面は褐色、腰は赤褐色の羽毛で被われる。額や顔には白や黒の細かい斑紋が入る。体側面や体下面は灰色の羽毛で被われ、胸部に白い斑紋が入る。
虹彩は淡青色。嘴は属内では太い。嘴の色彩は暗い灰青色。後肢の色彩は黄色。

## 分類
属内でも特にマダラミフウズラやムナゲミフウズラと近縁と考えられている。ムナゲミフウズラを本種の亜種とする説もある。

## 生態
標高500m以下にある灌木が点在し草本の丈が短い乾燥した草原などに生息する。
食性は雑食で、種子（イネ科）、昆虫（甲虫、アリ）などを食べる。
繁殖形態は卵生。水辺にある植物の根元に植物を敷いた巣を作り、1回に3-4個の卵を産む。主にオスが抱卵し、抱卵期間は14-15日。

## 人間との関係
放牧や野火による生息地の破壊などにより生息数は減少している。